# Poa dozyi
Poa dozyi är en gräsart som beskrevs av Jan Frederik Veldkamp. Poa dozyi ingår i släktet gröen, och familjen gräs. Inga underarter finns listade i Catalogue of Life.